# The Pearl (Qatar)

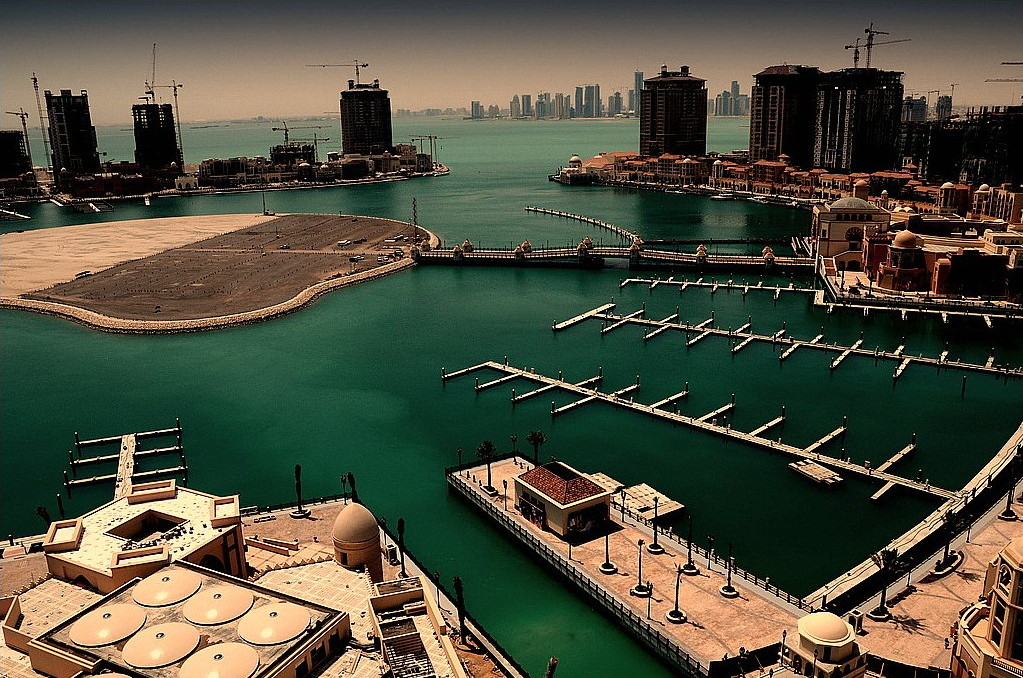
The Pearl

The Pearl (de parel) is een landaanwinningsproject waarbij een groot kunstmatig eiland en twaalf kleinere eilanden met een gezamenlijke oppervlakte van bijna 4 miljoen m² worden aangelegd voor de kust van Doha, de hoofdstad van Qatar.  Het ontwerp is van het Amerikaans architectenbureau Callison, afkomstig uit Seattle.
In januari 2015 waren er 12.000 bewoners. Na voltooiing zal de United Development Company op The Pearl 32 km extra kustlijn gecreëerd hebben, met 18.831 wooneenheden die plaats bieden aan 45.000 bewoners.
In 2004 bij de eerste aankondiging van het project werd de totale kost ingeschat op 2,5 miljard Amerikaanse dollar.  In 2015 was dit getal opgelopen tot 15 miljard dollar. De naam van het project refereert aan de oorspronkelijke bron van inkomsten van de Arabische staat Qatar voor de opkomst van de oliewinning. Parelvissers van Qatar hadden een grote bekendheid, de locatie van het landaanwinningsproject is trouwens een voormalige duikplaats van parelvissers. De vorm van de kunstmatige eilanden zal trouwens ook een parelketting voorstellen.
Naast torengebouwen met appartementen zal op The Pearl ook een imitatie van Venetië gecreëerd worden met een kanalensysteem, voetgangersvriendelijke pleinen, 15 bruggen, waaronder een kopie van de Rialtobrug en bewoning met hogere densiteit. Op de eilanden komen naast private bewoning en hotels ook winkelcentra, en ontspanningszones. Naast de 13 publieke eilanden zijn acht private eilanden voorzien waarop de toekomstige eigenaars vrijheid van bouwvoorschriften hebben.

Plattegrond van The Pearl